# فرنسيسكو شاكون
فرنسيسكو شاكون (بالإسبانية: Francisco Chacón)‏ هو لاعب كرة قدم وحكم كرة قدم مكسيكي، ولد في 8 مايو 1976 في ولاية غواناخواتو في المكسيك.

## روابط خارجية
- فرنسيسكو شاكون على موقع Soccerway.com (الإنجليزية)